# Faní Tzeli
Faní Tzeli (en griego: Φανή Τζέλη; Tríkala, 20 de noviembre de 2001) es una deportista griega que compite en taekwondo.
Ganó una medalla de bronce en el Campeonato Europeo de Taekwondo de 2024, en la categoría de –57 kg. Participó en los Juegos Olímpicos de Tokio 2020, ocupando el séptimo lugar en la categoría de –57 kg.

## Palmarés internacional
| Campeonato Europeo | Campeonato Europeo | Campeonato Europeo | Campeonato Europeo |
| Año                | Lugar              | Medalla            | Categoría          |
| ------------------ | ------------------ | ------------------ | ------------------ |
| 2024               | Belgrado (Serbia)  | Medalla de bronce  | –57 kg             |